# Mieczysław Lepczyński
Mieczysław Lepczyński (ur. 24 listopada 1929 w Mielżynie, zm. 8 lutego 2016 roku) – polski działacz partyjny i państwowy, wicewojewoda (1975–1978) i wojewoda (1980–1982) pilski.

## Życiorys
Syn Jana i Anny. W 1951 wstąpił do Polskiej Zjednoczonej Partii Robotniczej, zajmował stanowisko szefa podstawowej organizacji partyjnej. Był instruktorem, a od 1959 do 1964 sekretarzem ds. propagandy w Komitecie Powiatowym PZPR w Drawsku Pomorskim (następnie do 1966 na analogicznym stanowisku w KP w Wałczu). Następnie pełnił obowiązki I sekretarza Komitetu Powiatowego PZPR w Miastku (1966–1972) oraz Wałczu (1972–1975). Od lutego 1978 do grudnia 1980 był sekretarzem ds. Organizacyjnych Komitetu Wojewódzkiego PZPR w Pile, wchodził w skład tamtejszej Egzekutywy. Od 1975 do 1978 był wicewojewodą, a w grudniu 1980 został mianowany wojewodą pilskim – urząd sprawował do 1982. Na początku tego stulecia stał na czele pilskiego oddziału Narodowego Funduszu Ochrony Zdrowia.